# テッド・ウィリアムズ
セオドア・サミュエル・ウィリアムズ（Theodore Samuel Williams、1918年8月30日 - 2002年7月5日）は、アメリカ合衆国カリフォルニア州サンディエゴ出身の元プロ野球選手。右投左打。ニックネームは"The Kid"、"Teddy Ballgame"、"Splendid Splinter"、"Thumper"。
MLB史上最高の左翼手とも称され、ロジャース・ホーンスビーと並び、MLBで三冠王を2度獲得した。通算出塁率.482はMLB歴代1位。1941年に打率.406を記録。

## 経歴

### プロ入り前
1918年、サンディエゴで生まれる。名前の"Theodore Samuel"は、父のサミュエル・スチュアート・ウィリアムズと大統領セオドア・ルーズベルトにちなんで名づけられた。
地元サンディエゴのハーバート・フーバー高校時代からその才能は注目され、高校在学中には既にセントルイス・カージナルスやニューヨーク・ヤンキースからのオファーを受け取っていた。しかしサンディエゴを離れるにはまだ若すぎると母親が反対したため、ウィリアムズは当時まだマイナーリーグに所属していた地元のパドレスと高校在学のまま契約を交わした。ウィリアムズはマイナーリーグで上記のパドレスとミネアポリスに所属し、メジャーリーグ昇格の機会をうかがっていた。

### 現役時代
1939年にメジャーデビュー。1年目から活躍し、打率.327、31本塁打、145打点の活躍で打点王のタイトルを獲得した。
1941年には打率4割の期待がかかり、シーズン最終日にフィラデルフィア・アスレチックスとのダブルヘッダーを残して打率.3995。打率は毛を四捨五入して厘の値までとなり、規定打数に達しており、この時点でも記録上は打率4割となるため、周囲からは欠場を勧められた。しかしウィリアムズはダブルヘッダーに出場。最初の打席で、球審のビル・マゴワンがホームプレートを掃きながら、「4割を達成したいなら、力を抜くんだぞ」と言ったという。ウィリアムズは同2試合で8打数6安打を記録し、打率4割を6厘上回り、23歳1か月で、1911年にジョー・ジャクソンが打率4割を記録した24歳2か月という4割打者の最年少記録を塗り替え、首位打者・本塁打王のタイトルを獲得した。長年この年に.406を記録したウィリアムズが最後の4割打者とされていたが2020年12月17日にMLB機構がニグロリーグの通算記録をメジャー通算成績、リーグでプレーしていたおよそ3400人の選手をメジャーリーガーにそれぞれ認定し、2024年5月29日にニグロリーグもMLBの公式大会として正式に組み込まれると同時にニグロリーグでの記録もMLBとしての記録に統合されたため、1948年にニグロアメリカンリーグのバーミングハム・ブラックバロンズで.433を記録したアーティ・ウィルソンと同じリーグのカンザスシティ・モナークスで.408を記録したウィラード・ブラウンが最後の4割打者に変更になっている。また、最年少4割打者の記録も同じ理由で1934年にニグロナショナルリーグ (第二次)のニューアーク・ドジャースのレイ・ダンドリッジが20歳で.421を記録したのが最年少記録に変更された。また、試合に出場した理由として、四捨五入で4割となるため実際は4割ではなかったと言われるのが嫌だったと語っている。同年シーズンは打率.406、37本塁打、120打点の成績で、あと5打点稼いでいれば125打点のジョー・ディマジオに並び三冠王だった。出塁率は当時のMLB記録となる.553に達した。

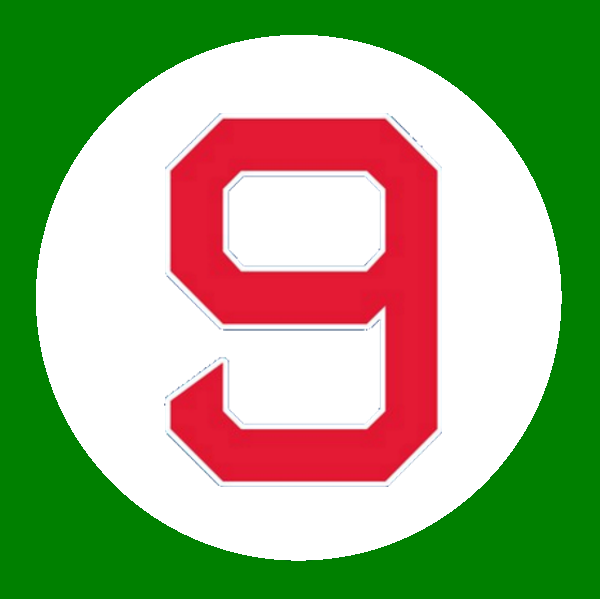
ウィリアムズの背番号「9」。
ボストン・レッドソックスの永久欠番に1984年指定。

また、同年のオールスターゲームでは9回裏に試合に決着をつける逆転サヨナラ3ランを放っている。
打率は4割を超え、首位打者且つ本塁打王の二冠王という成績を残したにもかかわらず、シーズンMVPの記者投票では56試合連続安打を記録したがタイトルは打点王のみのディマジオに37ポイント差を付けられ2位に終わっている（ディマジオ：291ポイント、ウィリアムズ：254ポイント。因みに3位のボブ・フェラーは174ポイント）。
1942年には打率.356、36本塁打、137打点の成績で自身初の三冠王を記録。
1946年に復帰。打率.342、38本塁打、123打点の成績を残してア・リーグMVPを受賞する活躍を見せ、打棒健在をアピールした。
1947年には打率.343、32本塁打、114打点の成績でMLB最多タイ記録の2度目の三冠王を記録している。
1949年にも三冠王のチャンスがあったが、最終戦に1毛差で打率を逆転されて首位打者を獲得できず、三冠王を逃した。それでも自己最多の43本塁打、159打点の成績を残し2度目のア・リーグMVPを受賞した。
1954年には打率がリーグトップであるが当時の首位打者の規定である400打数に136四球が影響して386打数で届かず、逃している。このため、1957年シーズン前に打数ではなく、打席を採用することが決定している。
1957年には39歳にして打率.388、38本塁打、87打点の成績で自身5度目の首位打者を獲得。翌1958年も打率.328で首位打者を獲得した。40歳を迎えるシーズンでの首位打者獲得は2004年のバリー・ボンズと並ぶ最年長記録として未だに破られていない。
1960年に引退。同年も42歳ながら打率.316、29本塁打、72打点の成績を残していたが（本塁打率に限れば自己最高を記録したシーズンだった）、持病の腰痛が悪化していたとされる。9月28日のオリオールズ戦で引退。現役最後の打席でも本塁打を放った。
第二次世界大戦と朝鮮戦争による2度の従軍があったものの、1960年の引退までレッドソックスの主軸として活躍した。通算打率.344、521本塁打はレッドソックスの球団記録である。"Untouchable"と言われる出塁率5割を3度も達成し、通算出塁率.482はMLB歴代1位。また、通算OPS1.116はベーブ・ルースに次ぐ歴代2位である。また、引退当時、通算本塁打521本はベーブ・ルース、ジミー・フォックスに次ぐ歴代3位の記録だった。

### 引退後
1966年、資格取得1年目でアメリカ野球殿堂入り。この殿堂入りのスピーチで、ジョシュ・ギブソンをはじめとするニグロ・リーグ往年の選手の殿堂入りを訴えている(後述)。
1969年からの4年間は第3次ワシントン・セネタース及び後身のテキサス・レンジャーズの監督を務めた。
1984年、ウィリアムズの背番号『9』はかつてのチームメイトであったジョー・クローニンの『4』と共にレッドソックス初の永久欠番に指定される。

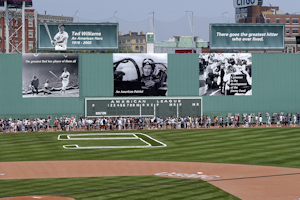
2002年7月22日、フェンウェイ・パークで行われたウィリアムズ追悼試合。グリーン・モンスターに往年のウィリアムズの写真が飾られる。

晩年は心臓病を患い、2000年にはペースメーカーをつけるなどで一進一退の病状だったという。2002年7月5日、心不全により逝去。83歳だった。
逝去後の同年7月22日に古巣レッドソックスのホーム・フェンウェイ・パークにて行われた追悼試合では、ウィリアムズの守ったレフト後ろのフェンス、グリーンモンスターに在りし日のウィリアムズの写真が飾られ、チームは故人を偲んだ。

## 逸話

### 人物
生涯を通じて釣り、とくに海釣りを趣味とし、シーズンが終わるとそのままフロリダ州まで行って海釣りに興じていたこともある。また、釣りの雑誌の表紙に出たこともあった。
頑固な性格であった。堅苦しいことを嫌い、服装においてもネクタイの着用を拒否し続けた。ファンやメディアとの関係も友好的とは言えず、その圧倒的な実力を認められながらジョー・ディマジオのような大衆の人気を得ることはなかった。ウィリアムズはルーキーの頃は快くサインに応じていたが、狭いフェンウェイ・パークの外野の野次などがファンやメディアとの関係を悪くしたと云われている。
引退試合においても通常通りプレーし、試合終了後にもセレモニーどころか帽子を取って観客に応える仕草ひとつ見せず、グラウンドを去った。ファンやメディアからは当然不満の声が上がったが、『ザ・ニューヨーカー』誌記者で、後に作家となるジョン・アップダイクはこの一件について「神々はいちいち、手紙の返事など書かないものだ」と記している。しかし、最後の打率4割到達から50年後の1991年5月、フェンウェイ・パークにおける記念式典に招かれた際には、「新聞記者達は、ウィリアムズは偏屈で帽子を取ってあいさつもしないと書き続けたが、2度とそんなことは書けないだろう」とスピーチした後、レッドソックスの帽子を振って客席に向かってあいさつした。
人種問題について、進歩的思想の持ち主であった。黒人であるウィリー・メイズが通算本塁打記録でウィリアムズを追い越しかけた頃、ウィリアムズはメイズに対し「レッツゴー、ウィリー」と激励したという。野球殿堂入りを果たした際の式典でのスピーチにおいて、サチェル・ペイジやジョシュ・ギブソンなどニグロリーグで活躍した名選手たちの殿堂入りを訴えた。また故郷のサンディエゴつながりで、トニー・グウィンと親交が深かったことでも知られ、グウィンを釣りに誘ったこともある。

### 野球
「どんな球種でも完璧にこなす」とうたわれた打力を持つ。
打率4割を打った1941年、三冠王を獲ったシーズン（1942年と1947年）にもMVPに選ばれなかった。特に1947年に関しては、シーズン中に地元ボストンのある記者と記事を巡ってトラブルがあり、三冠王を獲ったにも関わらずその地元記者が10位までにウィリアムズの名前を書かなかったため、僅差の得票で敗れた。一方、1946年と1949年にはMVPに選ばれている。
練習の重要性を著書でも懇懇と説いており、自身も現役時代はマメが潰れて手から血が吹き出すまでバットを振ったという。
並外れた動体視力を持ち、78回転のレコードのラベルを読むことができた (ただし、本人はこの逸話を自伝で否定している)。さらに空軍時代は、その目を生かして敵機を多数撃墜していたという。また、動体視力に加えて記憶力にも優れており、その日の試合で自分に投じられたボールのコース・球種をすべて記憶し、ノートに記録していたとされる。ウィリアムズの著作『バッティングの科学』は、この日々の記録を元に著された。
ウィリアムズには野球人生で3つの悔いがあった。1つ目はワールドシリーズのひのき舞台を踏んだのが1度だけで、カージナルスに敗れてチャンピオンズリングを手にできなかったこと。2つ目は第二次世界大戦と朝鮮戦争での兵役で選手生活を5年近く中断されたこと。そして3つ目は「俊足」に恵まれなかったことである。1957年、打率3割8分8厘で史上最年長39歳で5度目の首位打者を獲得したが、ウィリアムズは「もし自分にもう少しスピードがあって、あと5本のヒットを内野安打で稼いでいたら、2度目の打率4割を記録できていた」と終生悔しがっていたという。
試合前の打撃練習にて、「たまらないなあ、何で俺はこんなに凄いんだろう？」、「面白すぎて一日やっても飽きないな」、「練習するたびに、どんどん打撃がうまくなるな」など、自画自賛していた。一方で、周囲が夜遊びに街に出る中、ウィリアムズは夜10時には就寝してタバコも吸わずにいるなど、徹底した自己管理をしていたという。
プルヒッターであり、この特徴からクリーブランド・インディアンスの監督ルー・ブードローは、内野手を右に寄せるブードローシフトと呼ばれる作戦をあみ出した。この作戦は、後年に日本プロ野球で王貞治に対して組まれた王シフトの原型となった。
引退後にウィリアムズは、「特に第一ストライクを狙う事が強打者になる第一の秘訣。と言うのはストライクを逃せば、それだけ打者に不利なカウントになる。そうすると投手も思い切ってドンドン投げてくる。こんな簡単な事が分からない打者が今の野球には多過ぎるんじゃないかな。第一ストライクを打つ打者が沢山いるチームは必ず好成績をおさめる。また、それこそがプロ野球だ」と述べている（ただし、ウィリアムズ自身は四球が多い打者だった）。
野村克也は現役時代、打撃不振に陥った頃にウィリアムズの著書と出会い、その中で「ピッチャーは、投げる際に既に球種を決めており、球種によって体の動きに微妙な変化が出る」という旨の記述を読み、これをきっかけにピッチャーの癖を研究するようになったという。

#### 打撃理論
- テッド・ウィリアムズは、スウィングの力というものは、バットの先端に近いほうの手から来る、ということを、それまでの定説への反論として書いている。右利きは右の手、左利きは左の手を、それぞれ上にした構えがふさわしいというわけだが、奇妙なことに、それを語っているウィリアムズ自身は、物心ついたころからなぜか左打ちで通してきた右利きだったのである。[9]
- テッド・ウィリアムズは、また以下のようにも書いている、「歴史に名を残す九人の卓越した左打者の中で、生れつき右利きだったのは、タイ・カップとジョー・ジャクソンと私の三人だけである」「私の知るかぎりでは、生れつき左利きで偉大な右打者になった者は一人もいない」と。[9]

### ウィリアムズの遺体を巡る裁判騒動
死の直前、自分の遺体を冷凍保存する旨の遺言を残したなどで物議を醸した。
長男のジョン・ヘンリー・ウィリアムズと次女のクローディアは冷凍保存を望み、長女のボビー・ジョー・フェレル（Bobbie Jo Ferrell）は火葬して遺灰を海にまくことを望み、訴訟となった。一審では長男の勝訴となったが、長女の要求した再審の結果、双方の意見を尊重し、遺体の頭部を冷凍保存、胴体以下を火葬とする判決が出され、頭部は長男に、胴体以下は長女に引き渡された。現在は頭部のみアルコー延命財団で冷凍保存されている。また、長男はその数か月後に急性白血病により亡くなっており、本人の希望により同財団に冷凍保存された（英語版「en:Ted Williams」より一部翻訳。詳細は英語版を参照のこと）。

## 詳細情報

### 年度別打撃成績
| 年 度     | 球 団     | 試 合 | 打 席 | 打 数 | 得 点 | 安 打 | 二 塁 打 | 三 塁 打 | 本 塁 打 | 塁 打 | 打 点 | 盗 塁 | 盗 塁 死 | 犠 打 | 犠 飛 | 四 球 | 敬 遠 | 死 球 | 三 振 | 併 殺 打 | 打 率 | 出 塁 率 | 長 打 率 | O P S |
| --------- | --------- | ----- | ----- | ----- | ----- | ----- | -------- | -------- | -------- | ----- | ----- | ----- | -------- | ----- | ----- | ----- | ----- | ----- | ----- | -------- | ----- | -------- | -------- | ----- |
| 1939      | BOS       | 149   | 675   | 565   | 131   | 185   | 44       | 11       | 31       | 344   | 145   | 2     | 1        | 3     | -     | 107   | 12    | 2     | 64    | 10       | .327  | .436     | .609     | 1.045 |
| 1940      | BOS       | 144   | 661   | 561   | 134   | 193   | 43       | 14       | 23       | 333   | 113   | 4     | 4        | 1     | -     | 96    | 3     | 3     | 54    | 13       | .344  | .442     | .594     | 1.036 |
| 1941      | BOS       | 143   | 606   | 456   | 135   | 185   | 33       | 3        | 37       | 335   | 120   | 2     | 4        | 0     | -     | 147   | 25    | 3     | 27    | 10       | .406  | .553     | .735     | 1.287 |
| 1942      | BOS       | 150   | 671   | 522   | 141   | 186   | 34       | 5        | 36       | 338   | 137   | 3     | 2        | 0     | -     | 145   | 20    | 4     | 51    | 12       | .356  | .499     | .648     | 1.147 |
| 1946      | BOS       | 150   | 672   | 514   | 142   | 176   | 37       | 8        | 38       | 343   | 123   | 0     | 0        | 0     | -     | 156   | 29    | 2     | 44    | 12       | .342  | .497     | .667     | 1.164 |
| 1947      | BOS       | 156   | 692   | 528   | 125   | 181   | 40       | 9        | 32       | 335   | 114   | 0     | 1        | 1     | -     | 162   | 29    | 2     | 47    | 10       | .343  | .499     | .634     | 1.133 |
| 1948      | BOS       | 137   | 638   | 509   | 124   | 188   | 44       | 3        | 25       | 313   | 127   | 4     | 0        | 0     | -     | 126   | 14    | 3     | 41    | 10       | .369  | .497     | .615     | 1.112 |
| 1949      | BOS       | 155   | 730   | 566   | 150   | 194   | 39       | 3        | 43       | 368   | 159   | 1     | 1        | 0     | -     | 162   | 11    | 2     | 48    | 22       | .343  | .490     | .650     | 1.141 |
| 1950      | BOS       | 89    | 416   | 334   | 82    | 106   | 24       | 1        | 28       | 216   | 97    | 3     | 0        | 0     | -     | 82    | 2     | 0     | 21    | 12       | .317  | .452     | .647     | 1.099 |
| 1951      | BOS       | 148   | 675   | 531   | 109   | 169   | 28       | 4        | 30       | 295   | 126   | 1     | 1        | 0     | -     | 144   | 9     | 0     | 45    | 10       | .318  | .464     | .556     | 1.019 |
| 1952      | BOS       | 6     | 12    | 10    | 2     | 4     | 0        | 1        | 1        | 9     | 3     | 0     | 0        | 0     | -     | 2     | 0     | 0     | 2     | 0        | .400  | .500     | .900     | 1.400 |
| 1953      | BOS       | 37    | 110   | 91    | 17    | 37    | 6        | 0        | 13       | 82    | 34    | 0     | 1        | 0     | -     | 19    | 1     | 0     | 10    | 1        | .407  | .509     | .901     | 1.410 |
| 1954      | BOS       | 117   | 526   | 386   | 93    | 133   | 23       | 1        | 29       | 245   | 89    | 0     | 0        | 0     | 3     | 136   | 17    | 1     | 32    | 10       | .345  | .513     | .635     | 1.148 |
| 1955      | BOS       | 98    | 416   | 320   | 77    | 114   | 21       | 3        | 28       | 225   | 83    | 2     | 0        | 0     | 4     | 91    | 17    | 2     | 24    | 8        | .356  | .496     | .703     | 1.200 |
| 1956      | BOS       | 136   | 503   | 400   | 71    | 138   | 28       | 2        | 24       | 242   | 82    | 0     | 0        | 0     | 0     | 102   | 11    | 1     | 39    | 13       | .345  | .479     | .605     | 1.084 |
| 1957      | BOS       | 132   | 547   | 420   | 96    | 163   | 28       | 1        | 38       | 307   | 87    | 0     | 1        | 0     | 2     | 119   | 33    | 5     | 43    | 11       | .388  | .526     | .731     | 1.257 |
| 1958      | BOS       | 129   | 517   | 411   | 81    | 135   | 23       | 2        | 26       | 240   | 85    | 1     | 0        | 0     | 4     | 98    | 12    | 4     | 49    | 19       | .328  | .458     | .584     | 1.042 |
| 1959      | BOS       | 103   | 331   | 272   | 32    | 69    | 15       | 0        | 10       | 114   | 43    | 0     | 0        | 0     | 5     | 52    | 6     | 2     | 27    | 7        | .254  | .372     | .419     | .791  |
| 1960      | BOS       | 113   | 390   | 310   | 56    | 98    | 15       | 0        | 29       | 200   | 72    | 1     | 1        | 0     | 2     | 75    | 7     | 3     | 41    | 7        | .316  | .451     | .645     | 1.096 |
| MLB：19年 | MLB：19年 | 2292  | 9788  | 7706  | 1798  | 2654  | 525      | 71       | 521      | 4884  | 1839  | 24    | 17       | 5     | *20   | 2021  | 258   | 39    | 709   | 197      | .344  | .482     | .634     | 1.116 |

- 「-」は記録なし。
- 通算成績の「*数字」は、不明年度があることを示す。
- 各年度の太字はリーグ最高、赤太字はMLB歴代最高
- 1943年 - 1945年は試合出場なし。
- 1954年は規定打席未達だが、残りの全打席を凡退と仮定しても、規定打席到達者の出塁率、長打率、OPSを上回るため、リーグ1位として扱われる。

### 年度別投手成績
| 年 度 | 球 団 | 登 板 | 先 発 | 完 投 | 完 封 | 無 四 球 | 勝 利 | 敗 戦 | セ 丨 ブ | ホ 丨 ル ド | 勝 率 | 打 者 | 投 球 回 | 被 安 打 | 被 本 塁 打 | 与 四 球 | 敬 遠 | 与 死 球 | 奪 三 振 | 暴 投 | ボ 丨 ク | 失 点 | 自 責 点 | 防 御 率 | W H I P |
| ----- | ----- | ----- | ----- | ----- | ----- | -------- | ----- | ----- | -------- | ----------- | ----- | ----- | -------- | -------- | ----------- | -------- | ----- | -------- | -------- | ----- | -------- | ----- | -------- | -------- | ------- |
| 1940  | BOS   | 1     | 0     | 0     | 0     | 0        | 0     | 0     | 0        | 0           |       | 9     | 2.0      | 3        | 0           | 0        | 0     | 0        | 1        | 0     | 0        | 1     | 1        | 4.50     | 1.50    |
| MLB   | MLB   | 1     | 0     | 0     | 0     | 0        | 0     | 0     | 0        | 0           |       | 9     | 2.0      | 3        | 0           | 0        | 0     | 0        | 1        | 0     | 0        | 1     | 1        | 4.50     | 1.50    |

### 年度別守備成績
| 年 度 | 球 団 | 左翼（LF） | 左翼（LF） | 左翼（LF） | 左翼（LF） | 左翼（LF） | 左翼（LF） | 右翼（RF） | 右翼（RF） | 右翼（RF） | 右翼（RF） | 右翼（RF） | 右翼（RF） |
| 年 度 | 球 団 | 試 合      | 刺 殺      | 補 殺      | 失 策      | 併 殺      | 守 備 率   | 試 合      | 刺 殺      | 補 殺      | 失 策      | 併 殺      | 守 備 率   |
| ----- | ----- | ---------- | ---------- | ---------- | ---------- | ---------- | ---------- | ---------- | ---------- | ---------- | ---------- | ---------- | ---------- |
| 1939  | BOS   | -          | -          | -          | -          | -          | -          | 149        | 254        | 11         | 19         | 3          | .933       |
| 1940  | BOS   | 129        | 236        | 12         | 12         | 2          | .954       | 15         | 21         | 0          | 1          | 0          | .955       |
| 1941  | BOS   | 130        | 195        | 10         | 10         | 2          | .953       | 4          | 7          | 0          | 0          | 0          | 1.000      |
| 1942  | BOS   | 149        | 237        | 14         | 4          | 4          | .984       | 1          | 0          | 0          | 0          | 0          |            |
| 1946  | BOS   | 150        | 288        | 8          | 10         | 2          | .967       | -          | -          | -          | -          | -          | -          |
| 1947  | BOS   | 156        | 326        | 10         | 9          | 2          | .974       | -          | -          | -          | -          | -          | -          |
| 1948  | BOS   | 134        | 282        | 10         | 5          | 2          | .983       | -          | -          | -          | -          | -          | -          |
| 1949  | BOS   | 155        | 333        | 12         | 6          | 3          | .983       | -          | -          | -          | -          | -          | -          |
| 1950  | BOS   | 86         | 158        | 7          | 8          | 0          | .954       | -          | -          | -          | -          | -          | -          |
| 1951  | BOS   | 147        | 311        | 10         | 4          | 6          | .988       | -          | -          | -          | -          | -          | -          |
| 1952  | BOS   | 2          | 4          | 0          | 0          | 0          | 1.000      | -          | -          | -          | -          | -          | -          |
| 1953  | BOS   | 26         | 31         | 1          | 1          | 1          | .970       | -          | -          | -          | -          | -          | -          |
| 1954  | BOS   | 115        | 212        | 5          | 4          | 0          | .982       | -          | -          | -          | -          | -          | -          |
| 1955  | BOS   | 93         | 170        | 5          | 2          | 0          | .989       | -          | -          | -          | -          | -          | -          |
| 1956  | BOS   | 109        | 176        | 7          | 5          | 2          | .973       | -          | -          | -          | -          | -          | -          |
| 1957  | BOS   | 125        | 210        | 2          | 1          | 0          | .995       | -          | -          | -          | -          | -          | -          |
| 1958  | BOS   | 114        | 152        | 3          | 7          | 0          | .957       | -          | -          | -          | -          | -          | -          |
| 1959  | BOS   | 76         | 91         | 4          | 3          | 0          | .969       | -          | -          | -          | -          | -          | -          |
| 1960  | BOS   | 86         | 129        | 6          | 1          | 1          | .993       | -          | -          | -          | -          | -          | -          |
| MLB   | MLB   | 1982       | 3541       | 126        | 92         | 27         | .976       | 169        | 282        | 11         | 20         | 3          | .936       |

| 年 度 | 球 団 | 投手（P） | 投手（P） | 投手（P） | 投手（P） | 投手（P） | 投手（P） |
| 年 度 | 球 団 | 試 合     | 刺 殺     | 補 殺     | 失 策     | 併 殺     | 守 備 率  |
| ----- | ----- | --------- | --------- | --------- | --------- | --------- | --------- |
| 1940  | BOS   | 1         | 0         | 2         | 0         | 0         | 1.000     |
| MLB   | MLB   | 1         | 0         | 2         | 0         | 0         | 1.000     |

### タイトル
- 首位打者：6回（1941年、1942年、1947年、1948年、1957年、1958年）
- 本塁打王：4回（1941年、1942年、1947年、1949年）
- 打点王：4回（1939年、1942年、1947年、1949年）

### 表彰
- シーズンMVP：2回（1946年、1949年）
- 三冠王：2回（1942年、1947年）
- DHLホームタウン・ヒーローズ選出（2006年）
- フランチャイズ・フォー選出（2015年）
- アメリカ野球殿堂入り（1966年）

### 記録
- オールスターゲーム選出：17回（1940年 - 1942年、1946年 - 1951年、1953年 - 1960年）
- サイクル安打：1回（1946年7月21日）

#### 諸記録
- 通算出塁率：.482（MLB歴代1位）
- 通算打率：.344（歴代8位）
- 通算長打率：.634（歴代2位）
- 通算OPS：1.116（歴代2位）
- 通算四球：2021（歴代4位）
- シーズン最多連続試合出塁：84（1949年）
- 連続打席出塁：16（1957年）

#### レッドソックス球団記録
- 歴代1位（通算打率・出塁率・長打率・OPS・本塁打・四球・敬遠[10]、シーズン打率・出塁率・長打率・OPS(1941年・規定打席以上)・四球(1947・1949年)・得点・出塁(1949年)・敬遠(1957年)[11]）
- 歴代2位（通算得点・安打・二塁打・長打・塁打・打点・出塁・本塁打率、シーズン得点(1946年)・敬遠(1946・1947年)・出塁(1947年)・打点(1949年)・打率・出塁率・長打率・OPS・本塁打率(1957年・規定打席以上)）
- 歴代3位（通算試合・打席、シーズン得点(1942年)・四球(1946年)・出塁率(1954年・規定打席以上)）

### 背番号
- 9（1939年 - 1942年、1946年 - 1960年）

## 著書
- （ジョン・アンダーウッドとの共著）池田郁雄 （訳）『テッド・ウィリアムズのバッティングの科学』（1978年、ベースボール・マガジン社）※原著：1971年刊